# Condado de Łomża
Nota linguística: Não confundir hrabstwo (condado) com powiat (divisão administrativa)..
Condado de Łomża (polaco: powiat łomżyński) é um powiat (condado) da Polónia, na voivodia de Podláquia. A sede do condado é a cidade de Łomża. Estende-se por uma área de 1353,93 km², com 50 880 habitantes, segundo os censos de 2005, com uma densidade 37,58 hab/km².

## Divisões admistrativas
O condado possui:
Comunas urbana-rurais: Jedwabne, Nowogród
Comunas rurais: Łomża, Miastkowo, Piątnica, Przytuły, Śniadowo, Wizna, Zbójna
Cidades: Jedwabne, Nowogród

## Demografia
População (dados de 31 de Dezembro de 2005):
|          | Total   | Total | Mulheres | Mulheres | Homens  | Homens |
| -------- | ------- | ----- | -------- | -------- | ------- | ------ |
|          | pessoas | %     | pessoas  | %        | pessoas | %      |
| Total    | 50 880  | 100   | 25 161   | 49,5     | 25 719  | 50,5   |
| Cidades  | 3 922   | 100   | 1 983    | 50,6     | 1 939   | 49,4   |
| Povoados | 46 958  | 100   | 23 178   | 49,4     | 23 780  | 50,6   |